# Tomášikovo
Tomášikovo (do roku 1948 Táloš, maďarsky Tállos) je obec na Slovensku v okrese Galanta. Žije v něm přibližně 1 800 obyvatel.

## Pamětihodnosti
- Římskokatolický kostel Nejsvětější Trojice z roku 1801
- Kolový vodní mlýn a jeho technologické zařízení
- Kaštel, postavený v 17. století, v roce 1762 byl přestavěn v barokním stylu (původní majitelé: rod Esterházy)[3]
- Park[3]
- Sýpka

Ve správním území obce leží přírodní památka Tomášikovský presyp a chráněný areál Tomášikovský park.

## Galerie

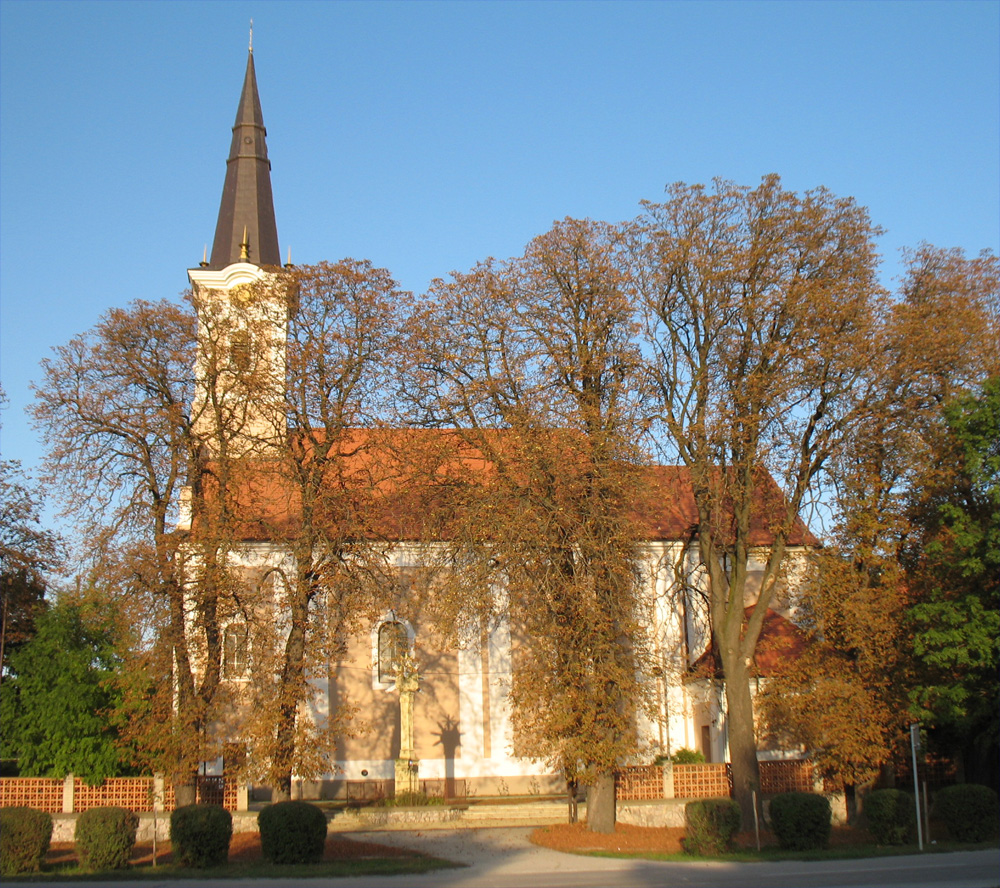
Kostel Nejsvětější Trojice
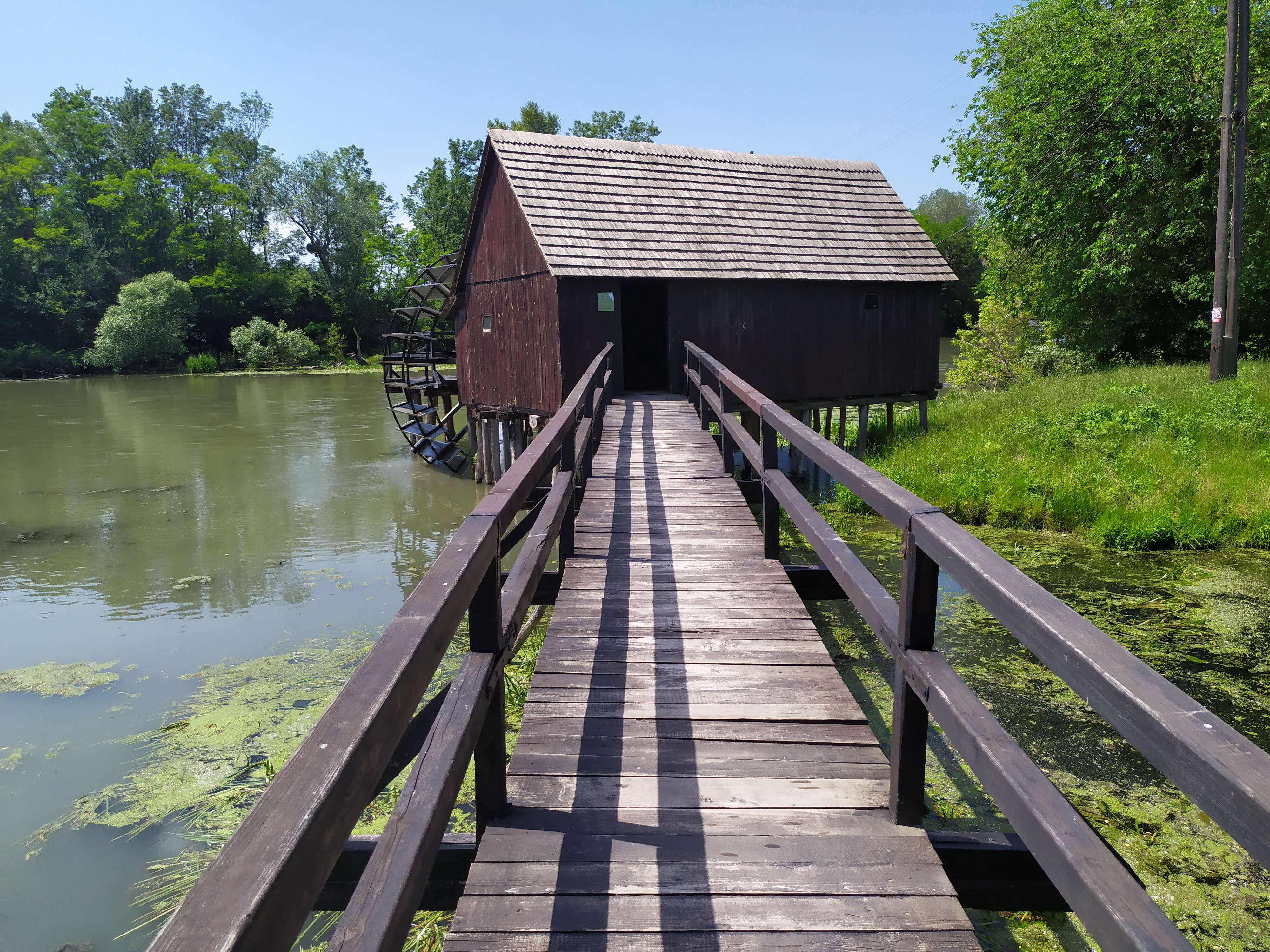
Vodní mlýn Tomášikovo